# Kultura symboliczna
Kultura symboliczna (zwana również kulturą duchową) – sfera kultury stojąca w opozycji do kultury materialnej. Często w naukach społecznych pojęcie kultury jest zawężane do kultury symbolicznej, zaś pojęcie cywilizacji (zwanej też kulturą techniczno-użytkową) wiązane jest z kulturą materialną. W jej skład wchodzą takie dziedziny jak: język, obyczaj, sztuka, magia, religia, filozofia, nauka, prawo i inne.
Najistotniejszą cechą kultury symbolicznej jest to, że jej wytwory mogą zostać spożytkowane (użyte, skonsumowane, zrozumiane) tylko wówczas, gdy ten, kto je wykorzystuje, rozumie takie same reguły kulturowe (konwencje), jak twórca tych wytworów. Dzięki temu odbiorca jest w stanie zrozumieć sens symboli zastosowanych w przekazie. Przykładowo – dla Polaka zdanie wypowiedziane w języku zulu nic nie znaczy, stanowi jedynie zbiór dźwięków. Polak nie zrozumie sensu wypowiedzi, bo nie respektuje norm rządzących językiem zuluskim; krócej – nie zna zuluskiego. Natomiast ten sam Polak bez większych problemów opanuje posługiwanie się wytworami cywilizacji, np. pistoletem, ponieważ w przypadku kultury techniczno-użytkowej, spożytkowanie jej wytworów nie wymaga znajomości reguł, które doprowadziły do powstania tego wytworu (w przypadku pistoletu te reguły to prawa chemii, fizyki, matematyki). 
Kultura symboliczna wiąże się z zaspokajaniem potrzeb wtórnych, a więc wyższego rzędu. Jest to świat wartości, estetyki, piękna, niezależnie od jego natury i środków wyrazu. Do jej wytworów należą w szczególności dzieła literackie, malarskie, muzyczne, teatralne, architektoniczne i, coraz częściej, elektroniczne.